# Pullach im Isartal
Pullach im Isartal è un comune tedesco di 8 714 abitanti, situato nel Circondario di Monaco di Baviera, nel land della Baviera.
Il comune è formato dai seguenti centri abitati: Gartenstadt, Großhesselohe, Isarbad, Höllriegelskreuth e Pullach.
Pullach è il capoluogo e il centro più importante del comune. Nella Kirchplatz vi è il municipio, l'antica Chiesa dello Spirito Santo "Heilig-Geist-Kirche" e alcuni caffè e trattorie. Sulla Isarhochufer si può trovare l'ostello Castello Schwaneck, l'edificio del Bundesnachrichtendienst (in sigla:BND), l'agenzia di intelligence "esterna" della Repubblica Federale Tedesca, sotto il controllo del cancelliere. Lungo la strada Wolfratshauser c'è il Ginnasio statale di Pullach "Pater-Rupert-Mayer-Schulzentrum" e la piscina si trova nei pressi della stazione sulla Hans-Keis-Straße. I vigili del fuoco volontari hanno la loro sede nella Kagerbauerstraße.

## Curiosità
Nel comune di Pullach sono stati girati molti episodi della serie televisiva L'ispettore Derrick.